# Hannes Manninen
Hannes Manninen (ur. 20 grudnia 1946 w Kuusamo) – fiński polityk, w latach 2003–2007 minister spraw regionalnych i samorządowych, od 1995 do 2011 poseł do Eduskunty.

## Życiorys
W 1969 ukończył studia z zakresu administracji. Od 1970 pracował w administracji lokalnej w miejscowościach Sääminki, Haapavesi i Tornio.
W 1995 po raz pierwszy uzyskał mandat deputowanego do Eduskunty. W fińskim parlamencie zasiadał nieprzerwanie od tego czasu, skutecznie ubiegając się o reelekcję w 1999, 2003 i 2007 z okręgu Laponia. W 2011 zrezygnował ze startu w kolejnych wyborach.
Od 17 kwietnia 2003 do 19 kwietnia 2007 był ministrem spraw regionalnych i samorządowych (oraz ministrem w resorcie środowiska) w rządach Anneli Jäätteenmäki i Mattiego Vanhanena.